# Thomasomys vestitus
Thomasomys vestitus es una especie de roedor de la familia Cricetidae.

## Distribución geográfica
Se encuentra sólo en Venezuela. 